# CFA Institute

Logo des CFA Instituts

Das CFA Institute ist eine gemeinnützige Organisation von Finanzanalysten mit Hauptsitz in Charlottesville, USA und weiteren Büros in Hongkong und London. Das CFA Institute vergibt den Titel Chartered Financial Analyst (CFA) und veröffentlicht das 1945 gegründete Financial Analysts Journal. 

## Geschichte
1925 gründete ein Verband von Finanzanalysten die Investment Analyst Society of Chicago. Ähnliche Organisationen wurden auch anderswo gegründet wie beispielsweise die New York Society of Security Analysts (NYSSA) im Jahre 1937. 1947 fusionierten die einzelnen Verbände zu einem Dachverband, der National Federation of Financial Analysts Societies (NFFAS). Neu gegründete Verbände schlossen sich ebenfalls dem nationalen Verband an. 1959 votierten die Mitgliederverbände dafür, das Institute of Chartered Financial Analysts (ICFA) zu gründen, um den CFA-Titel zu vergeben. ICFA bot das erste CFA-Examen 1963 an und begann mit dem noch heute bestehenden Format von drei Examen 1964. Die NFFAS, die später die Financial Analyst Federation (FAF) wurde, verblieb dabei weiterhin als Dachverband-Organisation für die einzelnen Mitgliederverbände. Nachdem ICFA und NFFAS viele Jahre getrennt voneinander existierten, entschlossen sich beide Verbände 1990 zur Association for Investment Management and Research (AIMR) zu verschmelzen. 1999 wurde die Fusion vollzogen. 2004 entschied sich die AIMR ihren Namen zu CFA Institute zu verändern, um seine Verbindung zu den Ethikrichtlinien des CFA Charters zu verdeutlichen.
Heute hat das CFA Institute weltweit mehr als 110.000 Mitglieder, wovon knapp 90 % CFA-Titelträger sind. Es gibt 138 Verbände in 60 Ländern. Das CFA Institute betreibt zudem das CFA Institute Centre for Financial Market Integrity und die Research Foundation of CFA Institute.
Das CFA Institute ist als gemeinnützige Unternehmung nach dem Virginia Nonstock Corporation Act organisiert.